# Birac-sur-Trec
Birac-sur-Trec är en kommun i departementet Lot-et-Garonne i regionen Nouvelle-Aquitaine i sydvästra Frankrike. Kommunen ligger i kantonen Marmande-Est som tillhör arrondissementet Marmande. År 2022 hade Birac-sur-Trec 831 invånare.

## Befolkningsutveckling
Antalet invånare i kommunen Birac-sur-Trec
| Referens: INSEE |